# Антоні Лопіш
Антоні Лопіш (порт. Anthony Lopes, нар. 1 жовтня 1990, Живор) — португальський футболіст, воротар французького клубу «Нант».

## Клубна кар'єра
Народився у французькому містечку Живор в родині португальців. Вихованець юнацьких команд футбольних клубів «Сен-Жені-Лаваль» та «Ліон».
У дорослому футболі дебютував виступами за «Ліон» 6 грудня 2012 року в матчі групового етапу Ліги Європи проти ізраїльського клубу «Хапоель Іроні» (Кір'ят-Шмона), який завершився з рахунком 2:0 на користь французів.
Наприкінці сезону 2012-13 головний воротар «Ліону» Ремі Веркутр серйозно травмувався і Антоні Лопіш зайняв його в останніх п'яти іграх сезону, в яких пропустив лише три голи. Це дозволило Антоні витіснити Веркутра і стати основним воротарем клубу.
30 грудня 2024 року Лопіш за згодою сторін розірвав контракт з «Ліоном» і перейшов до складу «Нанта».

## Виступи за збірні
Незважаючи на те, що Антоні Лопіш народився у Франції, він вирішив захищати кольори своєї історичної батьківщини і 2009 року дебютував у складі юнацької збірної Португалії, взявши участь у 1 грі на юнацькому рівні.
Протягом 2011-2013 років залучався до складу молодіжної збірної Португалії. На молодіжному рівні зіграв у 8 офіційних матчах.
4 вересня 2013 року, через травму Бету, Лопіш був викликаний Паулу Бенту в національну збірну Португалії, де був резервним голкіпером і на поле не вийшов.
Дебютував же у головній збірній Португалії лише за півтора року, 31 березня 2015 року, у товариській грі проти збірної Кабо-Верде, яку португальці програли з рахунком 0:2. Згодом регулярно викликався до збірної Португалії, проте здебільшого як резервний воротар.
У складі збірної був учасником чемпіонату Європи 2016 року у Франції, на якому португальці здобули перший у своїй історії титул континентальних чемпіонів. Проте сам Лопіш на поле не виходив, був одним з резервістів основного воротаря команди Руя Патрісіу. За два роки у такому ж статусі був заявлений для участі у чемпіонаті світу 2018 року.
| Дата       | Місто      | Господарі  | Результат | Гості             | Турнір           | Голи | Примітки |
| ---------- | ---------- | ---------- | --------- | ----------------- | ---------------- | ---- | -------- |
| 31-3-2015  | Ештуріл    | Португалія | 0 – 2     | Кабо-Верде        | товариський матч | -2   |          |
| 17-11-2015 | Люксембург | Люксембург | 0 – 2     | Португалія        | товариський матч | -    |          |
| 25-3-2016  | Лейрія     | Португалія | 0 – 1     | Болгарія          | товариський матч | -1   |          |
| 29-5-2016  | Порту      | Португалія | 3 – 0     | Норвегія          | товариський матч | -    |          |
| 10-11-2017 | Візеу      | Португалія | 3 – 0     | Саудівська Аравія | товариський матч | -    |          |
| 26-3-2018  | Женева     | Португалія | 0 – 3     | Нідерланди        | товариський матч | -3   |          |
| 28-5-2018  | Брага      | Португалія | 2 – 2     | Туніс             | товариський матч | -2   |          |
| Усього     |            | Матчів     | 7         |                   | Голів            | -8   |          |

## Досягнення
Збірна Португалії
- Чемпіон Європи: 2016